# دو لونگ
دو لونگ (انگلیسی: Du Long؛ زادهٔ ۱۷ فوریهٔ ۱۹۶۴) تیرانداز اهل چین بود. وی در بازی‌های المپیک تابستانی ۱۹۹۲ حضور داشته‌است.